# Montreal River (Lac la Ronge)
Der Montreal River ist ein etwa 132 km langer Zufluss des Sees Lac la Ronge in Zentral-Saskatchewan in Kanada.

## Verlauf
Der Montreal River bildet den Abfluss des Montreal Lake. Der Flusslauf beginnt am Nordende des Montreal Lake, 5 km nördlich der Gemeinde Molanosa und 4 km westlich des Saskatchewan Highway 969. Der Montreal River fließt anfangs 100 km nach Norden. Der Saskatchewan Highway 2 kreuzt auf Höhe des Rastplatzes Montreal River Provincial Recreation Site bei Flusskilometer 107 den Fluss. Der Saskatchewan Highway 165 überquert den Montreal River bei Flusskilometer 75. Der Montreal River wendet sich schließlich nach Osten, durchfließt die Seen Partridge Crop Lake und Sikachu Lake und erreicht die Wawe Bay im Westen des Egg Lake. Er fließt weiter ostwärts, durchfließt dabei den Bigstone Lake, kreuzt erneut den Saskatchewan Highway 2, und erreicht schließlich den Lac la Ronge zwischen den Kommunen La Ronge und Air Ronge. Der Lac la Ronge wird über den Rapid River zum Churchill River hin entwässert.

## Flussfauna
Folgende Fischarten kommen im Fluss vor: Glasaugenbarsch, Kanadischer Zander, Amerikanischer Flussbarsch, Hecht, Amerikanischer Seesaibling, Heringsmaräne, Coregonus, Quappe, die Saugkarpfen Catostomus commersonii und Catostomus commersonii.